# Christian A. Schwarz

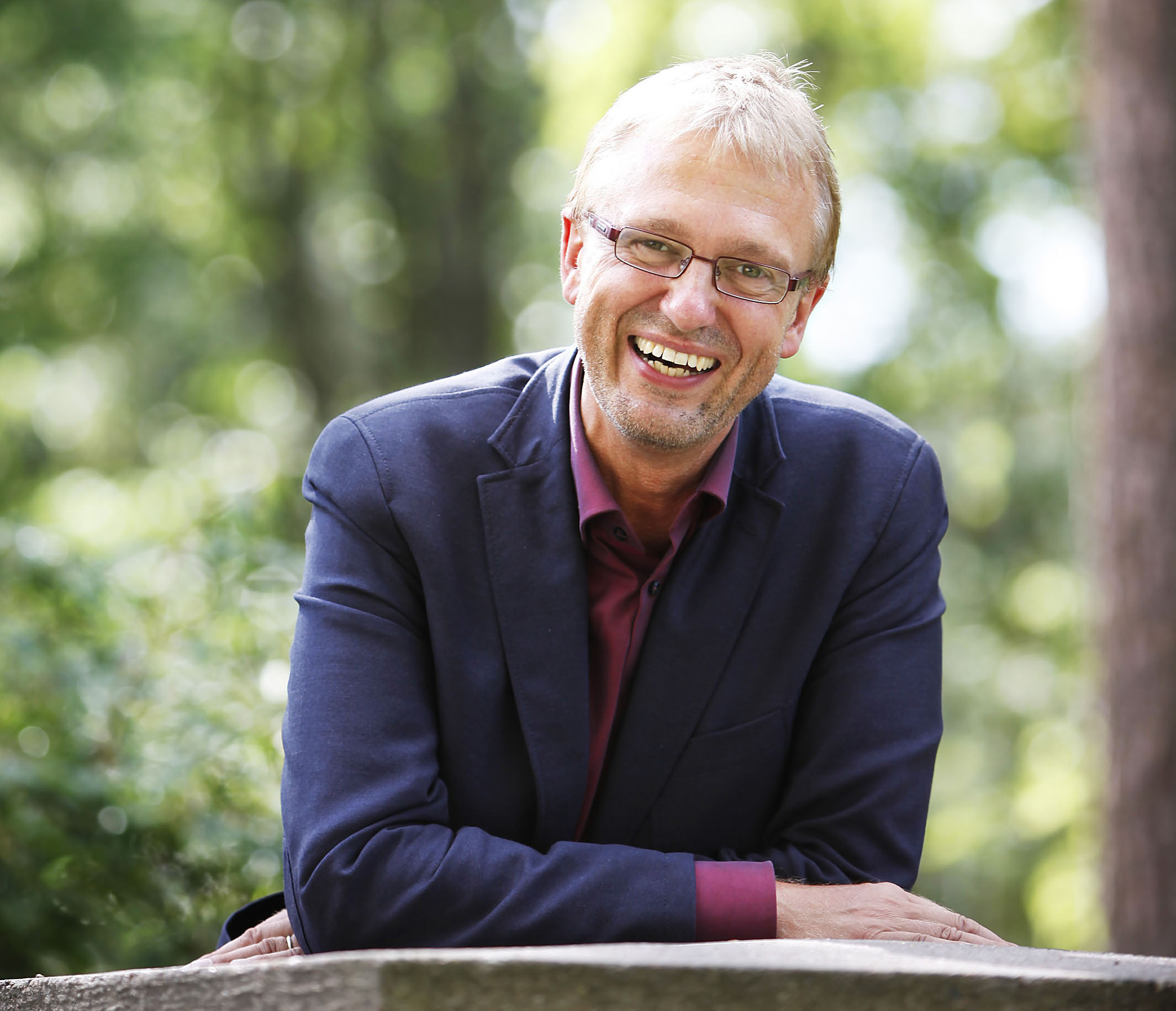
Christian A. Schwarz

Christian Andreas Schwarz (* 27. März 1960 in Wanne-Eickel jetzt Herne im Ruhrgebiet in Nordrhein-Westfalen) ist ein deutscher evangelischer Theologe, Referent und Publizist.
Schwarz hat zur Entstehung und Entwicklung von christlichen Gemeinden geforscht und dabei Modelle der natürlichen Gemeindeentwicklung entwickelt. Er verfasste 22 Bücher zu diesem Themenfeld, die in 42 Sprachen übersetzt wurden und eine Gesamtauflage von über 1,7 Millionen Exemplaren erreicht haben.

## Leben
Schwarz ist der Sohn des evangelischen Pfarrers und Superintendenten Fritz Schwarz und wuchs in Herne im Ruhrgebiet auf. Er studierte Evangelische Theologie in Bochum, Bielefeld-Bethel, Wuppertal, Mainz und am Fuller Theological Seminary im kalifornischen Pasadena. Lange Jahre war er Schriftleiter der Zeitschrift Gemeindewachstum, die ab 1995 Praxis hieß. Er gründete das Ökumenische Gemeinde-Institut, das 1996 den Namen Institut für Natürliche Gemeindeentwicklung erhielt. Als Gründer und Leiter des Institute for Natural Church Development (NCD International) hat er 70.000 Kirchgemeinden aus unterschiedlichsten christlichen Konfessionen auf der ganzen Welt untersucht. Er hält Seminare zur Natürlichen Gemeindeentwicklung und coacht viele Kirchenleiter weltweit, darunter sind auch etliche anglikanische Bischöfe.

## Privates
Christian A. Schwarz ist verheiratet mit Brigitte Berief-Schwarz, sie haben 3 Kinder und leben im nordfriesischen Emmelsbüll.

## Natürliche Gemeindeentwicklung
Die von ihm maßgeblich entwickelte Gemeindeaufbau-Methodik, die seit 1996 als Natürliche Gemeindeentwicklung bezeichnet wird, wird weltweit in über 70 Ländern bei mehr als 70.000 christlichen Gemeinden unterschiedlichster Denominationen eingesetzt. Sie basiert auf vier Grundelementen:
- dem Trinitarischen Kompass

Gemeinden haben unterschiedliche Schwerpunkte. Sie legen den Fokus auf Evangelisation und Jüngerschaft („evangelikal“), auf geistliche Vollmacht („charismatisch“) oder auf Toleranz und soziale Verantwortung („liberal“). Sie sollen lernen, keinen dieser Aspekte zu vernachlässigen und diese in ein ausgewogenes Verhältnis zu bringen.
- den acht Qualitätsprinzipien

Bevollmächtigende Leitung, Gabenorientierte Mitarbeiterschaft, Leidenschaftliche Spiritualität, Zweckmäßige Strukturen, Inspirierender Gottesdienst, Ganzheitliche Kleingruppen, Bedürfnisorientierte Evangelisation, Liebevolle Beziehungen. Alle Qualitätsmerkmale sind essentiell, keines darf vernachlässigt werden.
- dem Minimumfaktor

Zur Verbesserung der gemeindlichen Qualität wird es als effektivste Vorgehensweise betrachtet, zunächst den Arbeitsschwerpunkt auf das am schwächsten ausgeprägte Qualitätsmerkmal, den Minimumfaktor, zu legen.
- den sechs Arbeitsprinzipien („Wachstumskräfte“)

Vernetzung, Multiplikation, Energieumwandlung, Nachhaltigkeit, Symbiose, Fruchtbarkeit. Nach diesen Prinzipien sollen alle Maßnahmen und Aktivitäten gestaltet werden.

## Kritik
Gegenüber Schwarz und seinen Thesen und Forschungsmethoden der natürlichen Gemeindeentwicklung sind (unter anderen) evangelikal-konservative Christen kritisch bis ablehnend eingestellt. Sie werfen ihm vor, biblische Wahrheiten zugunsten empirischer Forschung wie Statistik zu relativieren.

## Werke (Auswahl)
- Theologie des Gemeindeaufbaus, 1987 (mit Fritz Schwarz)
- Der Liebe-Lern-Prozeß, 1990
- Der Gemeindetest, 1991
- Der Gabentest. C&P Verlag, Mainz–Kastel 1991 (5., erweiterte Auflage)
- Die dritte Reformation. Paradigmenwechsel in der Kirche. NCD Media, Emmelsbüll-Horsbüll, 1993. ISBN 978-3-928093-26-2
- Grundkurs Evangelisation, 1993
- Anleitung für christliche Lebenskünstler. NCD Media, Emmelsbüll-Horsbüll, 1995. ISBN 978-3-928093-37-8
- Von der Kunst Liebe zu schenken und selbst zu erleben. NCD Media, Emmelsbüll-Horsbüll, 1995. ISBN 978-3-928093-44-6
- Die natürliche Gemeindeentwicklung. Nach den Prinzipien, die Gott selbst in seine Schöpfung gelegt hat. NCD Media, Emmelsbüll-Horsbüll, 1996. ISBN 978-3-928093-48-4
- Die Praxis der natürlichen Gemeindeentwicklung. Mit Christoph Schalk. NCD Media, Emmelsbüll-Horsbüll, 1997. ISBN 978-3-928093-62-0
- Die dreifache Kunst Gott zu erleben, 1999
- 1 × 1 der Gemeindeentwicklung. NCD Media, Emmelsbüll-Horsbüll, 1999. ISBN 978-3-928093-64-4
- Die 3 Farben deiner Gaben. Wie jeder Christ seine geistlichen Gaben entdecken und entfalten kann. NCD Media, Emmelsbüll-Horsbüll, 2001. ISBN 978-3-928093-56-9 (11. Auflage 2013)
- Natürliche Gemeindeentwicklung in der katholischen Kirche. Vorwort von Paul M. Zulehner. D & D Medien, 2003. ISBN 978-3-932842-40-5
- Die 3 Farben der Liebe. Die Kunst, Gottes Gerechtigkeit, Wahrheit und Gnade mit anderen Menschen zu teilen. 2004. ISBN 978-3-86770-003-0
- Farbe bekennen mit Natürlicher Gemeindeentwicklung. Wie kann ich mein Christsein kraftvoll leben und entfalten? NCD Media, Emmelsbüll-Horsbüll, 2005. ISBN 978-3-928093-70-5
- Die 3 Farben Deiner Spiritualität, 2009
- Die 3 Farben der Gemeinschaft. Wie die 7 Gemeinschaftsmerkmale Ihnen dabei helfen, die 7 Todsünden zu überwinden. NCD Media, Emmelsbüll-Horsbüll, 2013. ISBN 978-3-928093-01-9
- Die 3 Farben der Leiterschaft. Wie jeder lernen kann, andere Menschen zu bevollmächtigen. NCD Media, Emmelsbüll-Horsbüll, ISBN 978-3-928093-00-2
- Gott ist unkaputtbar. 12 Antworten auf die Relevanzkrise des Christentums, Gerth Medien, Aßlar 2020, ISBN 978-3-95734-641-4.
- Gottes Energie (mehrbändiges Werk)
  - Band 1 – Die Wiederentdeckung einer neutestamentlichen Realität, NCD-Media, Emmelsbüll-Horsbüll 2020, ISBN 978-3-928093-27-9.

### Audio
- Ich habe einen Traum – Nach Martin Luther King. Musikalbum. Beiträge von Siegfried Fietz, Illustration von Oliver Fietz und Christina Burfeind, Bearbeitung von Johannes Nitsch. ABAKUS, 1982. ISBN 978-3-88124-247-9
- Hoffnung über den Tod hinaus. Musikalbum. Beiträge von Siegfried Fietz, Illustration von Margret Knoop-Schellbach, Bearbeitung von Siegfried Fietz und Mladen Franko. ABAKUS, 1999. ISBN 978-3-88124-267-7
- Du bist der Same der Zukunft. Musikalbum. Illustrationen von Oliver Fietz, Musikbearbeitung von Siegfried Fietz, ABAKUS, 2002. ISBN 978-3-88124-319-3
- Drei Jahre des Lernens. 2012[5]